# Lista de episódios de Agora É Tarde
Esta é uma lista de episódios do Agora É Tarde, um late-night talk show brasileiro exibido pela Rede Bandeirantes ente 29 de junho de 2011 e 10 de abril de 2015. Apresentado por Danilo Gentili de 2011 até 2013, e por Rafinha Bastos de 2014 até 2015. Ao todo foram 623 episódios.

## Rafinha Bastos (2014-2015)

### 2014

#### Março
| N.º | Data de exibição    | Convidado(s)                               |
| --- | ------------------- | ------------------------------------------ |
| 1 | 5 de março de 2014  | Luan Santana                               |
| [ 1 ] |                     |                                            |
| Observação: Rafinha Bastos assume a apresentação do programa. Audiência: 4 pontos |                     |                                            |
| |                     |                                            |
| 2 | 6 de março de 2014  | Lobão                                      |
| [ 3 ] |                     |                                            |
| |                     |                                            |
| |                     |                                            |
| 3 | 7 de março de 2014  | MC Guimê                                   |
| [ 4 ] |                     |                                            |
| |                     |                                            |
| |                     |                                            |
| 4 | 11 de março de 2014 | Latino e Márcio Chagas                     |
| [ 5 ] [ 6 ] [ 7 ] |                     |                                            |
| Observação: Originalmente, a entrevistada seria Dulce María ao invés de Latino. A troca ocorreu devido ao concorrente The Noite exibir uma entrevista com a mesma convidada no mesmo dia. Audiência: 2 pontos. |                     |                                            |
| |                     |                                            |
| 5 | 12 de março de 2014 | Ronnie Von                                 |
| [ 9 ] |                     |                                            |
| |                     |                                            |
| |                     |                                            |
| 6 | 13 de março de 2014 | Maria Melilo e Ana Paula Maciel            |
| [ 10 ] |                     |                                            |
| |                     |                                            |
| |                     |                                            |
| 7 | 14 de março de 2014 | Mr. Catra                                  |
| [ 11 ] |                     |                                            |
| |                     |                                            |
| |                     |                                            |
| 8 | 18 de março de 2014 | Dulce María                                |
| [ 12 ] |                     |                                            |
| |                     |                                            |
| |                     |                                            |
| 9 | 19 de março de 2014 | Negra Li e João Blumel                     |
| [ 13 ] |                     |                                            |
| |                     |                                            |
| |                     |                                            |
| 10 | 20 de março de 2014 | Priscila Fantin                            |
| [ 14 ] |                     |                                            |
| Observação: Audiência: 2 pontos |                     |                                            |
| |                     |                                            |
| 11 | 21 de março de 2014 | Gracyanne Barbosa e NX Zero                |
| [ 16 ] |                     |                                            |
| |                     |                                            |
| |                     |                                            |
| 12 | 25 de março de 2014 | Oscar Schmidt e Júlia Rabello              |
| [ 17 ] |                     |                                            |
| |                     |                                            |
| |                     |                                            |
| 13 | 26 de março de 2014 | Sérgio Mallandro                           |
| [ 18 ] |                     |                                            |
| |                     |                                            |
| |                     |                                            |
| 14 | 27 de março de 2014 | Munhoz & Mariano                           |
| [ 19 ] |                     |                                            |
| |                     |                                            |
| |                     |                                            |
| 15 | 28 de março de 2014 | Emílio Surita, Carioca, Eduardo Sterblitch |
| [ 20 ] |                     |                                            |
| |                     |                                            |
| |                     |                                            |

#### Abril
| N.º | Data de exibição    | Convidado(s)                   |
| --- | ------------------- | ------------------------------ |
| 16 | 1 de abril de 2014  | MC Nego do Borel e Jorge Maria |
| [ 21 ] |                     |                                |
| |                     |                                |
| |                     |                                |
| 17 | 2 de abril de 2014  | Richard Rasmussen              |
| [ 22 ] |                     |                                |
| |                     |                                |
| |                     |                                |
| 18 | 3 de abril de 2014  | Mel Fronckowiak                |
| [ 23 ] |                     |                                |
| |                     |                                |
| |                     |                                |
| 19 | 4 de abril de 2014  | Restart                        |
| [ 24 ] |                     |                                |
| |                     |                                |
| |                     |                                |
| 20 | 8 de abril de 2014  | Jair Bolsonaro                 |
| [ 25 ] |                     |                                |
| |                     |                                |
| |                     |                                |
| 21 | 9 de abril de 2014  | Gominho e MC Marcelly          |
| [ 26 ] |                     |                                |
| |                     |                                |
| |                     |                                |
| 22 | 10 de abril de 2014 | Dudu Nobre                     |
| [ 27 ] |                     |                                |
| |                     |                                |
| |                     |                                |
| 23 | 11 de abril de 2014 | Rainha Naja e Micael Borges    |
| [ 28 ] |                     |                                |
| |                     |                                |
| |                     |                                |
| 24 | 15 de abril de 2014 | Agnaldo Timóteo                |
| [ 29 ] [ 30 ]                                                                                                |                     |                                |
| Observação: Originalmente, estava prevista a entrevista do ex-jogador de futebol Edmundo para esse episódio. |                     |                                |
| |                     |                                |
| 25 | 16 de abril de 2014 | Antônia Fontenelle             |
| [ 31 ] |                     |                                |
| |                     |                                |
| |                     |                                |
| 26 | 17 de abril de 2014 | Gilberto Miranda               |
| [ 32 ] |                     |                                |
| |                     |                                |
| |                     |                                |
| 27 | 18 de abril de 2014 | Inri Cristo                    |
| [ 33 ] |                     |                                |
| |                     |                                |
| |                     |                                |
| 28 | 22 de abril de 2014 | Marco Feliciano                |
| [ 34 ] [ 35 ]                                                                                                |                     |                                |
| |                     |                                |
| |                     |                                |
| 29 | 23 de abril de 2014 | Edmundo                        |
| [ 36 ] |                     |                                |
| |                     |                                |
| |                     |                                |
| 30 | 24 de abril de 2014 | Eduardo Costa                  |
| [ 37 ] |                     |                                |
| |                     |                                |
| |                     |                                |
| 31 | 25 de abril de 2014 | Vivi Fernandez e MV Bill       |
| [ 38 ] |                     |                                |
| Observação: Audiência: 4 pontos com picos de 5.                                                              |                     |                                |
| |                     |                                |
| 32 | 29 de abril de 2014 | Fernando & Sorocaba            |
| [ 40 ] |                     |                                |
| |                     |                                |
| |                     |                                |
| 33 | 30 de abril de 2014 | Cacá Bueno                     |
| [ 41 ] |                     |                                |
| |                     |                                |
| |                     |                                |

#### Maio
| N.º                                                                        | Data de exibição   | Convidado(s)                          |
| -------------------------------------------------------------------------- | ------------------ | ------------------------------------- |
| 34                                                                         | 1 de maio de 2014  | Thaís Bianca e Titi Müller            |
| [ 42 ] [ 43 ] [ 44 ]                                                       |                    |                                       |
|                                                                            |                    |                                       |
|                                                                            |                    |                                       |
| 35                                                                         | 2 de maio de 2014  | André Vasco                           |
| [ 45 ]                                                                     |                    |                                       |
|                                                                            |                    |                                       |
|                                                                            |                    |                                       |
| 36                                                                         | 6 de maio de 2014  | Fani Pacheco e Paula Lima             |
| [ 46 ]                                                                     |                    |                                       |
|                                                                            |                    |                                       |
|                                                                            |                    |                                       |
| 37                                                                         | 7 de maio de 2014  | Fábio Rabin                           |
| [ 47 ]                                                                     |                    |                                       |
|                                                                            |                    |                                       |
|                                                                            |                    |                                       |
| 38                                                                         | 8 de maio de 2014  | Thalita Zampirolli                    |
| [ 48 ] [ 49 ]                                                              |                    |                                       |
| Observação: Inicialmente estava prevista a entrevista do funkeiro MC Galo. |                    |                                       |
|                                                                            |                    |                                       |
| 39                                                                         | 9 de maio de 2014  | Rodrigo Faro                          |
| [ 50 ] [ 51 ]                                                              |                    |                                       |
|                                                                            |                    |                                       |
|                                                                            |                    |                                       |
| 40                                                                         | 13 de maio de 2014 | Mamma Bruschetta                      |
| [ 52 ]                                                                     |                    |                                       |
|                                                                            |                    |                                       |
|                                                                            |                    |                                       |
| 41                                                                         | 14 de maio de 2014 | Ken Brasileiro e MC Galo              |
|                                                                            |                    |                                       |
|                                                                            |                    |                                       |
|                                                                            |                    |                                       |
| 42                                                                         | 15 de maio de 2014 | MC Gui                                |
|                                                                            |                    |                                       |
|                                                                            |                    |                                       |
|                                                                            |                    |                                       |
| 43                                                                         | 16 de maio de 2014 | Boris Casoy                           |
|                                                                            |                    |                                       |
|                                                                            |                    |                                       |
|                                                                            |                    |                                       |
| 44                                                                         | 20 de maio de 2014 | Fafi Siqueira                         |
|                                                                            |                    |                                       |
|                                                                            |                    |                                       |
|                                                                            |                    |                                       |
| 45                                                                         | 21 de maio de 2014 | Renata Fan                            |
|                                                                            |                    |                                       |
|                                                                            |                    |                                       |
|                                                                            |                    |                                       |
| 46                                                                         | 22 de maio de 2014 | Alexandre Frota                       |
|                                                                            |                    |                                       |
|                                                                            |                    |                                       |
|                                                                            |                    |                                       |
| 47                                                                         | 23 de maio de 2014 | Dr. Rey                               |
|                                                                            |                    |                                       |
|                                                                            |                    |                                       |
|                                                                            |                    |                                       |
| 48                                                                         | 27 de maio de 2014 | Maria Fernanda Cândido                |
|                                                                            |                    |                                       |
|                                                                            |                    |                                       |
|                                                                            |                    |                                       |
| 49                                                                         | 28 de maio de 2014 | Fernanda Colombo e Marcelinho Carioca |
|                                                                            |                    |                                       |
|                                                                            |                    |                                       |
|                                                                            |                    |                                       |
| 50                                                                         | 29 de maio de 2014 | Datena                                |
|                                                                            |                    |                                       |
|                                                                            |                    |                                       |
|                                                                            |                    |                                       |
| 51                                                                         | 30 de maio de 2014 | Frank Aguiar e Jean Wyllis            |
|                                                                            |                    |                                       |
|                                                                            |                    |                                       |
|                                                                            |                    |                                       |

#### Junho
| N.º | Data de exibição    | Convidado(s)                        |
| --- | ------------------- | ----------------------------------- |
| 52 | 3 de junho de 2014  | Mel Lisboa                          |
| |                     |                                     |
| |                     |                                     |
| |                     |                                     |
| 53 | 4 de junho de 2014  | Matheus Mazzafera e Amanda Ramalho  |
| |                     |                                     |
| |                     |                                     |
| |                     |                                     |
| 54 | 5 de junho de 2014  | Vampeta                             |
| |                     |                                     |
| |                     |                                     |
| |                     |                                     |
| 55 | 6 de junho de 2014  | Yasmin Ferreira e Kiko Pissolato    |
| |                     |                                     |
| |                     |                                     |
| |                     |                                     |
| 56 | 10 de junho de 2014 | Kiyomi Nakamura e Luiz Felipe Pondé |
| |                     |                                     |
| |                     |                                     |
| |                     |                                     |
| 57 | 11 de junho de 2014 | Val Marchiori                       |
| |                     |                                     |
| |                     |                                     |
| |                     |                                     |
| 58 | 12 de junho de 2014 | Djalminha                           |
| |                     |                                     |
| Observação: O programa foi feito sem plateia, devido ao início da Copa do Mundo de 2014; foram usados claques pré-gravados, mas o erro (em que foi mostrado a plateia vazia) foi descoberto durante a performance de Abujamra & Os Nerds em "Essa Música Não Existe". |                     |                                     |
| |                     |                                     |
| 59 | 13 de junho de 2014 | É o Tchan!                          |
| |                     |                                     |
| |                     |                                     |
| |                     |                                     |
| 60 | 17 de junho de 2014 | Lucas Salles e Naty Graciano        |
| |                     |                                     |
| |                     |                                     |
| |                     |                                     |
| 61 | 18 de junho de 2014 | Anitta                              |
| |                     |                                     |
| |                     |                                     |
| |                     |                                     |
| 62 | 19 de junho de 2014 | Milton Neves                        |
| |                     |                                     |
| |                     |                                     |
| |                     |                                     |
| 63 | 20 de junho de 2014 | Fabiano Augusto e Giselle Kenj      |
| |                     |                                     |
| |                     |                                     |
| |                     |                                     |
| 64 | 24 de junho de 2014 | Fátima Toledo                       |
| |                     |                                     |
| Observação: Excepcionalmente, Marco Gonçalves assume a guitarra com Os Nerds. Rafinha, Marco e Os Nerds tocam a música "(I Can't Get No) Satisfaction" (Rolling Stones).                                                                                              |                     |                                     |
| |                     |                                     |
| 65 | 25 de junho de 2014 | Beto Barbosa e Fala Mansa           |
| |                     |                                     |
| |                     |                                     |
| |                     |                                     |
| 66 | 26 de junho de 2014 | MC Guimê e Família Hexa             |
| |                     |                                     |
| |                     |                                     |
| |                     |                                     |
| 67 | 27 de junho de 2014 | Batman Justiceiro e Fatboy Slim     |
| |                     |                                     |
| |                     |                                     |
| |                     |                                     |

#### Julho
| N.º | Data de exibição    | Convidado(s)                      |
| --- | ------------------- | --------------------------------- |
| 68 | 1 de julho de 2014  | Andrés Sanchez                    |
| |                     |                                   |
| |                     |                                   |
| |                     |                                   |
| 69 | 2 de julho de 2014  | Denílson                          |
| |                     |                                   |
| |                     |                                   |
| |                     |                                   |
| 70 | 3 de julho de 2014  | Projota e Wladimir Palomo         |
| |                     |                                   |
| |                     |                                   |
| |                     |                                   |
| 71 | 4 de julho de 2014  | Larissa Riquelme                  |
| |                     |                                   |
| |                     |                                   |
| |                     |                                   |
| 72 | 8 de julho de 2014  | Buchecha                          |
| |                     |                                   |
| |                     |                                   |
| |                     |                                   |
| 73 | 9 de julho de 2014  | Roberto Justus                    |
| |                     |                                   |
| |                     |                                   |
| |                     |                                   |
| 74 | 10 de julho de 2014 | Elke Maravilha                    |
| |                     |                                   |
| |                     |                                   |
| |                     |                                   |
| 75 | 11 de julho de 2014 | Carol Marra e Agnaldo Bueno       |
| |                     |                                   |
| |                     |                                   |
| |                     |                                   |
| 76 | 15 de julho de 2014 | Mariana Weickert                  |
| |                     |                                   |
| |                     |                                   |
| |                     |                                   |
| 77 | 16 de julho de 2014 | Lucas Silveira                    |
| |                     |                                   |
| |                     |                                   |
| |                     |                                   |
| 78 | 17 de julho de 2014 | Rodrigo Minotauro                 |
| |                     |                                   |
| |                     |                                   |
| |                     |                                   |
| 79 | 18 de julho de 2014 | Letícia Wiermann Tiago Spliter    |
| |                     |                                   |
| |                     |                                   |
| |                     |                                   |
| 80 | 22 de julho de 2014 | Oscar Filho                       |
| |                     |                                   |
| Observação: Ao final do episódio, Rafinha e Oscar cantam "Caça e Caçador" (Fábio Júnior) junto com Abujamra & Os Nerds. |                     |                                   |
| |                     |                                   |
| 81 | 23 de julho de 2014 | Castelo Rá-Tim-Bum                |
| |                     |                                   |
| Observação: Especial em comemoração aos 20 anos da estreia de Castelo Rá-Tim-Bum. Ao final do episódio, os convidados cantam a música tema do programa junto com Abujamra & Os Nerds, já que ela foi composta pelo próprio André Abujamra. |                     |                                   |
| |                     |                                   |
| 82 | 24 de julho de 2014 | Ângela Ro Ro Mystery Guitar Man   |
| |                     |                                   |
| |                     |                                   |
| |                     |                                   |
| 83 | 25 de julho de 2014 | Shakti Shivani Tico Santa Cruz    |
| |                     |                                   |
| |                     |                                   |
| |                     |                                   |
| 84 | 29 de julho de 2014 | Pastor Giuliano Ferreira          |
| |                     |                                   |
| |                     |                                   |
| |                     |                                   |
| 85 | 30 de julho de 2014 | Kéfera Buchmann                   |
| |                     |                                   |
| |                     |                                   |
| |                     |                                   |
| 86 | 31 de julho de 2014 | Renata Wilke Rio Negro e Solimões |
| |                     |                                   |
| |                     |                                   |
| |                     |                                   |

#### Agosto
| N.º | Data de exibição     | Convidado(s)                               |
| --- | -------------------- | ------------------------------------------ |
| 87  | 1 de agosto de 2014  | Luiz Bacci                                 |
|     |                      |                                            |
|     |                      |                                            |
|     |                      |                                            |
| 88  | 5 de agosto de 2014  | Rafael Ilha                                |
|     |                      |                                            |
|     |                      |                                            |
|     |                      |                                            |
| 89  | 6 de agosto de 2014  | Renata Dominguez                           |
|     |                      |                                            |
|     |                      |                                            |
|     |                      |                                            |
| 90  | 7 de agosto de 2014  | Gustavo Mendes Cazé Peçanha                |
|     |                      |                                            |
|     |                      |                                            |
|     |                      |                                            |
| 91  | 8 de agosto de 2014  | Lígia Mendes Maurício Meirelles            |
|     |                      |                                            |
|     |                      |                                            |
|     |                      |                                            |
| 92  | 12 de agosto de 2014 | Luiza Possi                                |
|     |                      |                                            |
|     |                      |                                            |
|     |                      |                                            |
| 93  | 13 de agosto de 2014 | João Dória Jr. Vixx                        |
|     |                      |                                            |
|     |                      |                                            |
|     |                      |                                            |
| 94  | 14 de agosto de 2014 | Oveha                                      |
|     |                      |                                            |
|     |                      |                                            |
|     |                      |                                            |
| 95  | 15 de agosto de 2014 | Nany People Manu Gavassi                   |
|     |                      |                                            |
|     |                      |                                            |
|     |                      |                                            |
| 96  | 19 de agosto de 2014 | Fábio Porchat Miá Mello                    |
|     |                      |                                            |
|     |                      |                                            |
|     |                      |                                            |
| 97  | 20 de agosto de 2014 | Guilherme Santanna                         |
|     |                      |                                            |
|     |                      |                                            |
|     |                      |                                            |
| 98  | 21 de agosto de 2014 | Tereza Brant Barbixas                      |
|     |                      |                                            |
|     |                      |                                            |
|     |                      |                                            |
| 99  | 22 de agosto de 2014 | Eli Roth Maddie Brewer                     |
|     |                      |                                            |
|     |                      |                                            |
|     |                      |                                            |
| 100 | 26 de agosto de 2014 | Ticiana Villas Boas                        |
|     |                      |                                            |
|     |                      |                                            |
|     |                      |                                            |
| 101 | 27 de agosto de 2014 | RPM                                        |
|     |                      |                                            |
|     |                      |                                            |
|     |                      |                                            |
| 102 | 28 de agosto de 2014 | Antônio Tabet Lucinha Araújo Emílio Dantas |
|     |                      |                                            |
|     |                      |                                            |
|     |                      |                                            |
| 103 | 29 de agosto de 2014 | Dunga Ana Paula Padrão                     |
|     |                      |                                            |
|     |                      |                                            |
|     |                      |                                            |

#### Setembro
| N.º | Data de exibição       | Convidado(s)                   |
| --- | ---------------------- | ------------------------------ |
| 104 | 2 de setembro de 2014  | Brothers of Brazil             |
| |                        |                                |
| |                        |                                |
| |                        |                                |
| 105 | 3 de setembro de 2014  | Tuca Andrada Maurício Shogun   |
| |                        |                                |
| |                        |                                |
| |                        |                                |
| 106 | 4 de setembro de 2014  | Théo Becker Mister Lúdico      |
| |                        |                                |
| |                        |                                |
| |                        |                                |
| 107 | 5 de setembro de 2014  | Simony                         |
| |                        |                                |
| Observação: Simony canta "Superfantástico" junto com Abujamra & Os Nerds.                                                                                         |                        |                                |
| |                        |                                |
| 108 | 9 de setembro de 2014  | Scheila Carvalho Sheila Mello  |
| |                        |                                |
| |                        |                                |
| |                        |                                |
| 109 | 10 de setembro de 2014 | Natalia Sarraf PC Siqueira     |
| |                        |                                |
| |                        |                                |
| |                        |                                |
| 110 | 11 de setembro de 2014 | Neto                           |
| |                        |                                |
| |                        |                                |
| |                        |                                |
| 111 | 12 de setembro de 2014 | Ludmilla                       |
| |                        |                                |
| |                        |                                |
| |                        |                                |
| 112 | 17 de setembro de 2014 | Thaíde                         |
| |                        |                                |
| |                        |                                |
| |                        |                                |
| 113 | 18 de setembro de 2014 | Falcão                         |
| |                        |                                |
| |                        |                                |
| |                        |                                |
| 114 | 19 de setembro de 2014 | Felipe Neto Bella Falconi      |
| |                        |                                |
| |                        |                                |
| |                        |                                |
| 115 | 23 de setembro de 2014 | Luciana Genro Marli            |
| |                        |                                |
| |                        |                                |
| |                        |                                |
| 116 | 24 de setembro de 2014 | Wanderley Silva Henry Sobel    |
| |                        |                                |
| |                        |                                |
| |                        |                                |
| 117 | 25 de setembro de 2014 | Levy Fidelix Orquestra Allegro |
| |                        |                                |
| Observação: Rafinha Bastos recebe o candidato do PRTB, Levy Fidelix. Musical com Orquestra Allegro que uniu o Rock com música clássica ao interpretar "One" (U2). |                        |                                |
| |                        |                                |
| 118 | 26 de setembro de 2014 | Narcisa Tamborindeguy          |
| |                        |                                |
| |                        |                                |
| |                        |                                |
| 119 | 30 de setembro de 2014 | Jacaré Banguela Melissa Gurgel |
| |                        |                                |
| |                        |                                |
| |                        |                                |

#### Outubro
| N.º | Data de exibição      | Convidado(s)                         |
| --- | --------------------- | ------------------------------------ |
| 120 | 1 de outubro de 2014  | Coronel Mascarenhas Double You       |
|     |                       |                                      |
|     |                       |                                      |
|     |                       |                                      |
| 121 | 2 de outubro de 2014  | Grupo Molejo                         |
|     |                       |                                      |
|     |                       |                                      |
|     |                       |                                      |
| 122 | 3 de outubro de 2014  | Kelly Key                            |
|     |                       |                                      |
|     |                       |                                      |
|     |                       |                                      |
| 123 | 7 de outubro de 2014  | Sorín                                |
|     |                       |                                      |
|     |                       |                                      |
|     |                       |                                      |
| 124 | 8 de outubro de 2014  | Mara Maravilha Deu Branco            |
|     |                       |                                      |
|     |                       |                                      |
|     |                       |                                      |
| 125 | 9 de outubro de 2014  | Felipe Andreoli Bento Ribeiro        |
|     |                       |                                      |
|     |                       |                                      |
|     |                       |                                      |
| 126 | 10 de outubro de 2014 | Lola Benvenutti Mendigata            |
|     |                       |                                      |
|     |                       |                                      |
|     |                       |                                      |
| 127 | 14 de outubro de 2014 | Eduardo Suplicy                      |
|     |                       |                                      |
|     |                       |                                      |
|     |                       |                                      |
| 128 | 15 de outubro de 2014 | Paulo Sérgio Camargo Lua Blanco      |
|     |                       |                                      |
|     |                       |                                      |
|     |                       |                                      |
| 129 | 16 de outubro de 2014 | Netinho de Paula Alexandre Abrão     |
|     |                       |                                      |
|     |                       |                                      |
|     |                       |                                      |
| 130 | 17 de outubro de 2014 | Rodrigo Vesgo                        |
|     |                       |                                      |
|     |                       |                                      |
|     |                       |                                      |
| 131 | 21 de outubro de 2014 | Anderson Silva Monica Lima           |
|     |                       |                                      |
|     |                       |                                      |
|     |                       |                                      |
| 132 | 22 de outubro de 2014 | Diego Hipólito                       |
|     |                       |                                      |
|     |                       |                                      |
|     |                       |                                      |
| 133 | 23 de outubro de 2014 | Manuela D'ávila Luan Castro          |
|     |                       |                                      |
|     |                       |                                      |
|     |                       |                                      |
| 134 | 24 de outubro de 2014 | Ivo Mozart                           |
|     |                       |                                      |
|     |                       |                                      |
|     |                       |                                      |
| 135 | 28 de outubro de 2014 | Paulo Sérgio Camargo Claudia Alencar |
|     |                       |                                      |
|     |                       |                                      |
|     |                       |                                      |
| 136 | 29 de outubro de 2014 | Lyoto Machida Cachorro Grande        |
|     |                       |                                      |
|     |                       |                                      |
|     |                       |                                      |
| 137 | 30 de outubro de 2014 | Karina Bacchi                        |
|     |                       |                                      |
|     |                       |                                      |
|     |                       |                                      |
| 138 | 31 de outubro de 2014 | Grupo Polegar                        |
|     |                       |                                      |
|     |                       |                                      |
|     |                       |                                      |

#### Novembro
| N.º | Data de exibição       | Convidado(s)                     |
| --- | ---------------------- | -------------------------------- |
| 139 | 4 de novembro de 2014  | Joel Datena Francine Lima Fogaça |
|     |                        |                                  |
|     |                        |                                  |
|     |                        |                                  |
| 140 | 5 de novembro de 2014  | Família Lima                     |
|     |                        |                                  |
|     |                        |                                  |
|     |                        |                                  |
| 141 | 6 de novembro de 2014  | Ricardo Boechat                  |
|     |                        |                                  |
|     |                        |                                  |
|     |                        |                                  |
| 142 | 7 de novembro de 2014  | David Brazil Jerome Jarre        |
|     |                        |                                  |
|     |                        |                                  |
|     |                        |                                  |
| 143 | 11 de novembro de 2014 | Chiquinho Scarpa                 |
|     |                        |                                  |
|     |                        |                                  |
|     |                        |                                  |
| 144 | 12 de novembro de 2014 | Palmirinha Onofre                |
|     |                        |                                  |
|     |                        |                                  |
|     |                        |                                  |
| 145 | 13 de novembro de 2014 | Rita Cadillac Clara Aguilar      |
|     |                        |                                  |
|     |                        |                                  |
|     |                        |                                  |
| 146 | 14 de novembro de 2014 | Lavelle Smith Rodrigo Teaser     |
|     |                        |                                  |
|     |                        |                                  |
|     |                        |                                  |
| 147 | 18 de novembro de 2014 | Luciana Tamburini                |
|     |                        |                                  |
|     |                        |                                  |
|     |                        |                                  |
| 148 | 19 de novembro de 2014 | Babu Santana                     |
|     |                        |                                  |
|     |                        |                                  |
|     |                        |                                  |
| 149 | 20 de novembro de 2014 | Melanina Carioca                 |
|     |                        |                                  |
|     |                        |                                  |
|     |                        |                                  |
| 150 | 21 de novembro de 2014 | Dani Bolina                      |
|     |                        |                                  |
|     |                        |                                  |
|     |                        |                                  |
| 151 | 25 de novembro de 2014 | Eric Jacquin                     |
|     |                        |                                  |
|     |                        |                                  |
|     |                        |                                  |
| 152 | 26 de novembro de 2014 | Pitty Flávio Takemoto            |
|     |                        |                                  |
|     |                        |                                  |
|     |                        |                                  |
| 153 | 27 de novembro de 2014 | Oscar Schmidt Maite Perroni      |
|     |                        |                                  |
|     |                        |                                  |
|     |                        |                                  |
| 154 | 28 de novembro de 2014 | Marcos Mion                      |
|     |                        |                                  |
|     |                        |                                  |
|     |                        |                                  |

#### Dezembro
| N.º | Data de exibição       | Convidado(s)                               |
| --- | ---------------------- | ------------------------------------------ |
| 155 | 2 de dezembro de 2014  | Washington Olivetto                        |
| |                        |                                            |
| |                        |                                            |
| |                        |                                            |
| 156 | 3 de dezembro de 2014  | Gabi Levvint Pietra Principe Beto Siqueira |
| |                        |                                            |
| |                        |                                            |
| |                        |                                            |
| 157 | 4 de dezembro de 2014  | Jacaré Banguela Robson Nunes               |
| |                        |                                            |
| Observação: Aniversário de Rafinha Bastos |                        |                                            |
| |                        |                                            |
| 158 | 5 de dezembro de 2014  | Naldo Benny                                |
| |                        |                                            |
| |                        |                                            |
| |                        |                                            |
| 159 | 9 de dezembro de 2014  | Ana Paula Padrão                           |
| |                        |                                            |
| |                        |                                            |
| |                        |                                            |
| 160 | 10 de dezembro de 2014 | Rogério Skylab                             |
| |                        |                                            |
| |                        |                                            |
| |                        |                                            |
| 161 | 11 de dezembro de 2014 | Mohamed Jacquin & Fogaça                   |
| |                        |                                            |
| |                        |                                            |
| |                        |                                            |
| 162 | 12 de dezembro de 2014 | Massakazu Nagai                            |
| |                        |                                            |
| Observação: Ao final do programa, Abujamra & Os Nerds tocam uma música para tentar acordar uma pessoa da equipe do programa (que havia sido hipnotizada) mas não deu certo e Rafinha deixa o cenário antes que a música acabe             |                        |                                            |
| |                        |                                            |
| 163 | 16 de dezembro de 2014 | Elisa Fernandes                            |
| |                        |                                            |
| |                        |                                            |
| |                        |                                            |
| 164 | 17 de dezembro de 2014 | Finalistas do Masterchef Brasil            |
| |                        |                                            |
| Observação: Este episódio foi transmitido ao vivo, logo após a final do Masterchef Brasil. |                        |                                            |
| |                        |                                            |
| 165 | 18 de dezembro de 2014 | Falcão Padre Beto                          |
| |                        |                                            |
| |                        |                                            |
| |                        |                                            |
| 166 | 19 de dezembro de 2014 | João Vicente de Castro ForFun              |
| |                        |                                            |
| |                        |                                            |
| |                        |                                            |
| 167 | 23 de dezembro de 2014 | Leo Áquilla Biquini Cavadão                |
| |                        |                                            |
| |                        |                                            |
| |                        |                                            |
| 168 | 24 de dezembro de 2014 | Gregório Duvivier                          |
| |                        |                                            |
| Observação: Rafinha e Gregório cantam "Noite Feliz", mas a música é interrompida quando Rafinha explicou o que era o "Belém" que aparecia na letra da música.                                                                             |                        |                                            |
| |                        |                                            |
| 169 | 25 de dezembro de 2014 | Bruno Sutter                               |
| |                        |                                            |
| Observação: Estava prevista para ir ao ar a performance da música "Metaleiro", porém, a música que foi interpretada foi "Então É Metal" (Paródia da música Então É Natal), interpretada ao vivo por Detonator, André Abujamra & Os Nerds. |                        |                                            |
| |                        |                                            |
| 170 | 26 de dezembro de 2014 | Melhores do Mundo                          |
| |                        |                                            |
| |                        |                                            |
| |                        |                                            |
| 171 | 30 de dezembro de 2014 | Rick Bonadio Ricardo Kherlakian            |
| |                        |                                            |
| |                        |                                            |
| |                        |                                            |
| 172 | 31 de dezembro de 2014 | Retrospectiva 2014                         |
| |                        |                                            |
| Observação: Final de temporada, com o Troféu O Brasil Quer Saber. |                        |                                            |
| |                        |                                            |

### 2015

#### Março
| N.º | Data de exibição    | Convidado(s)                     |
| --- | ------------------- | -------------------------------- |
| T5E01 | 3 de março de 2015  | Valesca Popozuda                 |
| |                     |                                  |
| Observação: Episódio de estreia da última temporada. Valesca popozuda interpreta "Eu Sou a Diva Que Você Quer Copiar" |                     |                                  |
| |                     |                                  |
| T5E02 | 4 de março de 2015  | Junior Cigano                    |
| |                     |                                  |
| |                     |                                  |
| |                     |                                  |
| T5E03 | 5 de março de 2015  | Mendigo e Mendigata              |
| |                     |                                  |
| |                     |                                  |
| |                     |                                  |
| T5E04 | 6 de março de 2015  | Dan Stulbach                     |
| |                     |                                  |
| |                     |                                  |
| |                     |                                  |
| T5E05 | 10 de março de 2015 | Neguinho da Beija-Flor           |
| |                     |                                  |
| |                     |                                  |
| |                     |                                  |
| T5E06 | 11 de março de 2015 | Tati Minerato Ana Paula Minerato |
| |                     |                                  |
| Observação: Francine e Kid Bengala fazem filme pornô |                     |                                  |
| |                     |                                  |
| T5E07 | 12 de março de 2015 | Cafú                             |
| |                     |                                  |
| |                     |                                  |
| |                     |                                  |
| T5E08 | 13 de março de 2015 | Dr. Rey                          |
| |                     |                                  |
| Observação: Ao final do programa, Abujamra & Os Nerds improvisam uma música para o Dr. Rey com base em "Purple Rain", originalmente gravado por Prince. |                     |                                  |
| |                     |                                  |
| T5E09 | 17 de março de 2015 | Vanessa Mesquita                 |
| |                     |                                  |
| |                     |                                  |
| |                     |                                  |
| T5E10 | 18 de março de 2015 | Cátia Fonseca                    |
| |                     |                                  |
| |                     |                                  |
| |                     |                                  |
| T5E11 | 19 de março de 2015 | Rubens Barrichello               |
| |                     |                                  |
| |                     |                                  |
| |                     |                                  |
| T5E12 | 20 de março de 2015 | João Neto e Frederico            |
| |                     |                                  |
| |                     |                                  |
| |                     |                                  |
| T5E13 | 24 de março de 2015 | Luiza Marilac                    |
| |                     |                                  |
| Observação: Na abertura foi mostrado o estúdio vazio do programa, o que indica que o programa está prestes a ser encerrado. O monólogo foi feito pelo pai de Rafinha Bastos. Abujamra & Os Nerds junto com Rafinha Bastos interpretam "Hava Nagila", música do cancioneiro judaico. |                     |                                  |
| |                     |                                  |
| T5E14 | 25 de março de 2015 | Maria Eugênia Otto               |
| |                     |                                  |
| Observação: Otto interpreta "Canta Canta, Minha Gente" junto com Abujamra & Os Nerds. |                     |                                  |
| |                     |                                  |
| T5E15 | 26 de março de 2015 | Neto LX                          |
| |                     |                                  |
| Observação: Rafinha recebe o cantor Neto LX, famoso pelo hit "Gordinho Gostoso" |                     |                                  |
| |                     |                                  |
| T5E16 | 27 de março de 2015 | Rafael Cortez                    |
| |                     |                                  |
| Observação: Rafinha recebe o comediante e apresentador do CQC, Rafael Cortez. Último programa. |                     |                                  |
| |                     |                                  |